# Oopsis zitja
Oopsis zitja là một loài bọ cánh cứng trong họ Cerambycidae.